# HUION
HUION（フイオン、中：绘王）は、Huionトレンドテクノロジー株式会社（中：深圳绘王趋势科技股份有限公司、英：Shenzhen Huion Trend Technology）が展開するペンタブレットのブランド。

## 概要
HUIONは2011年3月12日に設立された、中国の深圳に本社を置くグラフィックタブレットのメーカーである。「絵王」の名の通り3つのペンが並んだ王冠を商標としている。
板タブ・液タブは、初心者向けの廉価な製品に加え、プロフェッショナル向けのかなり高価な製品もリリースしている。またトレース台など関連するお絵描き製品もリリースしている。製品はデジタルイラスト制作向けの他、写真編集、工業デザイン、学校のオンライン教育向けの製品も存在する。中国市場以外には日本やインドネシア、インド市場など各国に進出している。
2025年現在、グラフィックソフトのFireAlpacaと提携しており、製品にバンドルされている。
2010年代までのワコム以外のタブレットメーカーはほとんど台湾UC-Logic社（友碁科技）のOEMだったが、HUIONはUC-LogicのOEMではない独立系のグラフィックタブレットメーカーであったらしく、2012年にはUC-Logicの特許を侵害しているとして、当時UC-Logicの中国大陸における総代理店であったUGEE（友基科技）に訴えられたことがある。その後、他社向けのOEM専業だったUC-Logicが自社ブランド「ARTISUL」を立ち上げて独自展開を始めたり、UGEEが台湾XP-PENおよび中国Hanvon（漢王科技）と合併してUC-LogicのOEMを離脱するなど、2010年代中ごろに中華メーカーによる業界再編が行われる中、HUIONは2019年にUC-Logicを買収し、UC-Logic（本社・新北市）をHUIONの研究開発本部とした（同時にUC-LogicのARTISULブランドがHUION傘下となった）。また、時期は不明だがUC-LogicよりOEM供給を受けていたGAOMON（広州高漫）もHUION傘下となった。UC-Logicは自社ブランド「ARTISUL」を開始する2015年まではワコムとXP-PEN以外の多くのメーカーにチップを提供していたため、グループおよびOEMを含めたHUIONの市場シェアはかなり大きい。日本メーカーでは2019年にRAYWOOD社の「筆や写楽」にOEM供給した。HUION（旧・UC-Logic）よりOEM供給を受けている製品を分解すると基板にHUIONの王冠マークがある。
大陸での販売がメインである（と言っても大陸でも日本のワコムが最大手である）。2022年現在、世界グラフィックタブレット市場2位で、世界シェア8割の最大手ワコムには遠く及ばないものの、3位のUGEEグループ（XP-PENブランドとXencelabsブランドを傘下に持つ）などとともに大手の一角を占める。
日本市場では2019年より九十九電機を中心として展開していたが、2020年に日本代理店が撤退し、その後はAmazonなどのネットショップを中心として展開されていた。2022年に日本法人の株式会社フイオンが設立され、日本国内におけるサポートを開始。千代田区神田に直営ショップがオープンしたほか、ヨドバシカメラやビックカメラなどの量販店でも展開されている。

## 歴史
2011年3月12日、中国の深圳においてHuionアニメーション・テクノロジー株式会社（深圳絵王漫科技術有限公司）を設立。同年「HUION」ブランドでグラフィックタブレット業界に参入した。
2014年、ブランド初のLEDトレス台を発売、同年にはHuionブランドで日本市場に参入。
2016年、プロフェッショナル用のブランドとして板タブ「INSPIROY」シリーズおよび液タブ「KAMVAS」シリーズを発売。
2017年、筆圧レベルが2048レベルから8192レベルに進化すると同時に、（ワコムと同等の）パッシブ電磁誘導方式による電池不要ペンとなった。
2018年5月、東京ビッグサイトで開催されたITプロダクツ展(C-PEX)に筆圧感知レベル8192でバッテリー不要のペンを採用した板タブ「HS610」を出展。
2019年1月、米国ネバダ州ラスベガスで開催された家電展示会(CES)にフラッグシップ液タブ「Kamvas Pro 13」を出展。同年、インドネシアにブランドの販売代理店を設立。この頃は「フラッグシップ」と言っても3万円くらいでかなり安かった。6月、「業界初」を謳ったキャラクターコラボ板タブの「HS64」を発売し、その後も有名イラストレーターなどとのコラボ製品を定期的に出している。同年、Android用お絵描きアプリの「Huion Sketch」を公開し、アプリの開発を本格化する。また、板タブの裏側が電子メモパッドという奇抜なデザインの「H320M」を発売。
2021年、板タブにキーボードの右半分がくっついているという奇抜なデザインの「KD200」を発表。6月、左手デバイスの「KD100」を発売。
2021年、短編アニメ映画『Step into the River』（邦題：川におりて）のスポンサーとなり、液タブを提供。本作は2021年度のパームスプリングス国際短編映画祭の短編アニメ映画部門でグランプリを獲得し、ひろしまアニメーションシーズン2022などでも上映された。同年、4K解像度の新フラッグシップ液タブ「Kamvas Pro 24 (4K) 」を発売。
2022年7月19日、トレンドに合わせて変化するという意味をこめて、Huionアニメーションテクノロジー株式会社（深圳市绘王动漫科技有限公司）からHuionトレンドテクノロジー株式会社（深圳绘王趋势科技股份有限公司）に社名を変更した。